# Барбара Гаммер
Барбара Джин Гаммер (15 травня 1939 , Голлівуд, Каліфорнія  — 16 березня 2019 , Мангеттен, Нью-Йорк ) — американська режисерка документального кіно, ЛГБТ-активістка та феміністка, найбільш відома експериментальними фільмами, що досліджують лесбійську сексуальність, історію репрезентації ЛГБТ-відносин у кіно та гомофобне стирання.
Гаммер зняла фільм «Моя бабуся: у пошуку української ідентичності» про свою поїздку до України — батьківщину бабусі по материнській лінії.

## Життєпис та діяльність
Барбара Джин Гаммер народилася 15 травня 1939 року в Лос-Анджелесі в сім'ї власника автозаправки Джона Гаммера та секретарки Маріан Гаммер (до шлюбу Кус). Дитинство та юність провела в Інглвуді в Каліфорнії. Після закінчення Каліфорнійського університету в Лос-Анджелесі зі ступенем бакалавра з літератури Гаммер пошлюбила Клейтона Ворда. Потім закінчила магістерську програму з англійської літератури в Коледжі штату Каліфорнія у Сан-Франциско.
Гаммер експериментувала з малюванням, а в автобіографії докладно описала момент, коли наприкінці 1960-х зрозуміла, що має знімати кіно: увійшовши до мальовничого занедбаного будинку з кінокамерою, вона розташувала перед об'єктивом біфокальну лінзу своїх окулярів і побачила, як зображення рухається та двоїться. Перевіряючи цей ефект на оздобленні будинку, власній тіні на тротуарі і чоловікові, що сидів неподалік в кріслі, Гаммер відчула, що ці відчуття збігаються з її уявленнями про відчуття «жінки, яка живе у світі чоловіків». У 1968 році Гаммер зняла свій перший короткометражний фільм «Schizy», який був показаний на місцевому фестивалі для фільмів на плівці «8-мм кіноплівка» і отримав почесну згадку.
У своєму другому фільмі «Barbara Ward Will Never Die» (1969) вона відобразила розлучення з чоловіком, прізвище якого носила у шлюбі: героїня, від імені якої ведеться зйомка, перекидає надгробки на католицькому цвинтарі і пише «Барбара Ворд». Незабаром вона оформила розлучення і повернула дошлюбне прізвище. Після розлучення Гаммер викладала англійську в коледжі в Санта-Розі, відвідувала феміністську групу і усвідомила себе як лесбійку.
Гаммер здобула другий магістерський ступінь з історії кіно в Університеті штату Каліфорнія в Сан-Франциско в 1973 році. В університеті вона вперше побачила експериментальний короткометражний фільм Майї Дерен «Полуденні мережі», що справив на неї колосальне враження тим, як окремі епізоди поетично поєднувалися не логікою дії, а загальною емоцією чи ідеєю, і тим, як у ньому була показана «жінка, що відкидає пелену, туман, обмеження геть зі своїх очей і свого буття». Гаммер прямо цитувала «Південні мережі» у короткометражному фільмі «Я була / Я стала» («I Was/I Am», 1973), в якому зображено перетворення героїні-«принцеси» (її грає сама Гаммер) на байкерку-дайк.
Роботи Гаммер 1970-х років присвячені переважно жіночому тілу та лесбійській сексуальності. Знаковою роботою вважається чотирихвилинний фільм «Дайктактікс» («Dyketactics», 1974). У першій частині група оголених жінок танцює в буколічному пейзажі, друга є еротичною сценою з Гаммер і її партнерки, можливо, перша в своєму роді, знята відкритою лесбійкою. В інших фільмах цього періоду Гаммер теж знімала своїх партнерок — відеохудожницю Макс Елмі в «Супердайк зустрічає Мадам X» («Superdyke Meets Madame X», 1975), фотографку Ті Корін у «Жінках, яких я люблю» («Women I Love», 1976), танцівницю Террі Сендграфф в «Подвоєній силі» («Double Strength», 1978). Гаммер працювала відокремлено від переважно чоловічої спільноти авангардних кінематографістів і показувала свої фільми у феміністських книжкових магазинах, кафе, гуртках і воркшопах, часто сама здобуваючи кінопрєкційне обладнання. Щоб отримати можливість демонструвати фільми ширшій аудиторії, вона заснувала дистриб'юторську компанію Goddess Film.
У період фемінстичних секс-воєн у феміністському русі кінця 1970-х — початку 1980-х радикальні феміністки критикували ранні фільми Гаммер за об'єктивацію жіночого тіла. У фільмі 1982 року «Публіка» («Audience») Гаммер документувала реакцію аудиторії на свої фільми та дискусії на кінопоказах. У 1983 році режисерка переїхала з Сан-Франциско до Нью-Йорка. Її фільми 1980-х присвячені різним темам: смерті бабусі («Зоровий нерв» («Optic Nerve»), 1985), відчуженості людей у міському транспорті («Хочеш познайомитися із сусідом? Запис з Нью-Йоркського метро (Would You Like to Meet Your Neighbor)? A New York City Subway Tape»), 1985), кіберсексуальності («No No Nooky TV», 1987; фільм створений за допомогою раннього персонального комп'ютера Amiga 1000). «Зоровий нерв» потрапив у програму виставки Бієнале Вітні, що ознаменувало визнання Гаммер найважливішими інституціями сучасного мистецтва США.
З середини 1980 років Барбара Гаммер під впливом її партнерки правозахисниці Флоррі Берк (вони залишалися разом до смерті Гаммер) стала знімати фільми про ВІЛ-інфекцію та історію ЛГБТ-руху. У 1992 році Гаммер завдяки гранту Національного фонду мистецтв зняла свій перший повнометражний фільм «Нітратні поцілунки» — есе про маргіналізацію та «невидимість» ЛГБТ-відносин протягом XX століття на прикладах письменниці Вілли Катер (Гаммер була переконана, що Катер була лесбійкою, і розглядала знищення письменницею частини свого архіву як підтвердження цьому), німого фільму 1933 року «Лот у Содомі», ставлення до гомосексуальності в середовищі афроамериканців та спогадів в'язнів нацистських концтаборів .
«Нітратні поцілунки» були показані на найбільших фестивалях американського незалежного кіно — міжнародному кінофестивалі в Торонто та «Санденс». Спадщині режисера «Лота в Содомі» Джеймса Сіблі Вотсона Гаммер присвятила два короткометражних фільми «Sanctus» (1990) і «Рентгенівські промені лікаря Вотсона» («Dr. Watson's X-Rays», 1991), а проблематиці стирання два повнометражні фільми разом з «Нітратними поцілунками», що розглядаються як трилогія: «Ніжні вигадки» («Tender Fictions», 1995) і «Уроки історії» («History Lessons», 2000). В інтерв'ю Гаммер пояснювала звернення до повнометражного формату в тому числі й проблемами сприйняття короткого метра: для короткометражного фільму було складніше знайти фінансування, а фестивалі, що навіть починалися як активістська самодіяльність, одержуючи доступ до спонсорського фінансування, теж починали орієнтуватися на показ повного метра.
Гаммер на грант фонду «Відкрите суспільство» випустила фільм «Моя бабуся: у пошуку української ідентичності» про свою поїздку до України — батьківщину бабусі по материнській лінії.
Фільм 2008 року «Кінь це не метафора» («Horse Is Not a Metaphor»), який документував терапію раку яєчників, яку проходила Гаммер, отримав премію «Тедді» 59-го Берлінського міжнародного кінофестивалю. У 2010-х роках Гаммер отримала повноцінне інституційне визнання як режисерка експериментального кіно та ЛГБТ-активістка. Її ретроспективи пройшли у нью-йоркському Музеї сучасного мистецтва (2010) та Тейт Модерн (2012), 2010 року вийшла її автобіографія «HAMMER! Making Movies Out of Sex and Life».
Барбара Гаммер померла від раку яєчників 16 березня 2019 року на 80-му році життя.

## Режисерська фільмографія
- Schizy (1968)
- Barbara Ward Will Never Die (1969)
- Traveling: Marie and Me (1970)
- The Song of the Clinking Cup (1972)
- I Was/I Am (1973)
- Sisters! (1974)
- A Gay Day (1973)
- Dyketactics (1974)
- X (1974)
- Women's Rites, or Truth is the Daughter of Time (1974)
- Menses (1974)
- Jane Brakhage (1975)
- Superdyke (1975)
- Psychosynthesis (1975)
- Superdyke Meets Madame X (1975)
- Moon Goddess (1975) — with G. Churchman
- Eggs (1972)
- Multiple Orgasm (1976)
- Women I Love (1976)
- Stress Scars and Pleasure Wrinkles (1976)
- The Great Goddess (1977)
- Double Strength (1978)
- Home (1978)
- Haircut (1978)
- Available Space (1978)
- Sappho (1978)
- Dream Age (1979)
- Lesbian Humor: Collection of short films (1980—1987)
- Pictures for Barbara (1980)
- Machu Picchu (1980)
- Natura Erotica (1980)
- See What You Hear What You See (1980)
- Our Trip (1981)
- Arequipa (1981)
- Pools (1981) — with B. Klutinis
- Synch-Touch (1981)
- The Lesbos Film (1981)
- Pond and Waterfall (1982)
- Audience (1983)
- Stone Circles (1983)
- New York Loft (1983)
- Bamboo Xerox (1984)
- Pearl Diver (1984)
- Bent Time (1984)
- Doll House (1984)
- Parisian Blinds (1984)
- Tourist (1984-85)
- Optic Nerve (1985)
- Hot Flash (1985)
- Would You Like to Meet Your Neighbor? A New York Subway Tape (1985)
- Bedtime Stories (1986)
- The History of the World According to a Lesbian (1986)
- Snow Job: The Media Hysteria of AIDS (1986)
- No No Nooky T.V. (1987)
- Place Mattes (1987)
- Endangered (1988)
- Two Bad Daughters (1988)
- Still Point (1989)
- T.V. Tart (1989)
- Sanctus (1990)
- Vital Signs (1991)
- Dr. Watson's X-Rays (1991)
- Nitrate Kisses (1992)
- Out in South Africa (1994)
- Tender Fictions (1996)
- The Female Closet (1997)
- Devotion: A Film About Ogawa Productions (2000)
- History Lessons (2000)
- My Babushka: Searching Ukrainian Identities (2001)
- Resisting Paradise (2003)
- Love/Other (2005)
- Fucking Different New York (2007) (эпизод «Villa Serbolloni»)
- A Horse is not a Metaphor (2009)
- Generations (2010)
- Maya Deren's Sink (2011)
- Welcome to this House (2015)
- Evidentiary Bodies (2018)